# 12 princípios básicos de animação
Os Doze Princípios Básicos de Animação, desenvolvidos pela Disney, foram introduzidos pelos animadores Ollie Johnston e Frank Thomas , em seu livro de 1981 The Illusion of Life: Disney Animation. [a] Johnston e Thomas, por sua vez, basearam seu livro nas obra dos principais animadores da Disney a partir dos anos 1930, e seus esforços para produzir animações mais realistas. O principal propósito dos princípios foi o de produzir uma ilusão que personagens de desenho animado obedeciam às leis da física básicas, mas eles também lidam com problemas mais abstratos, tais como o timing emocional e o apelo da personagem.
O livro e alguns de seus princípios foram adotados por alguns estúdios de animação tradicionais, e tem sido mencionado por alguns como sendo a "Bíblia de animação". Em 1999, este livro foi eleito o número um dos "melhores livros de animação de todos os tempos" em uma enquete on-line realizadas pela Animation World Network. Embora originalmente concebido para ser aplicado em animações tradicionais, feitas à mão, os princípios ainda têm grande relevância para as animações atuais, em que prevalece a animação por computador.

## Os 12 Princípios da Animação

### Esticar e Comprimir (Squash and Stretch)

O princípio de "esticar e comprimir":
Exemplo A mostra uma bola quicando com um movimento rígido, não dinâmico. No exemplo B, a bola é "comprimida" pelo impacto, e "esticada" durante a queda e o rebote. O movimento também acelera durante a queda, e desacelera em direção ao ápice (o princípio da "aceleração e desaceleração").

O propósito do "esticar e comprimir", (squash and stretch) é dar uma sensação de peso e flexibilidade para objetos desenhados. Ele pode ser aplicado a objetos simples, como uma bola quicando, ou a construções mais complexas, como a musculatura do rosto humano. Levados a um extremo, uma figura esticada ou comprimida de forma exagerada pode ter um efeito cômico. Em animações realistas, no entanto, o aspecto mais importante deste princípio é o fato de que o volume de um objeto não se altera quando comprimido ou esticado. Se o comprimento de uma bola é esticado verticalmente, a sua largura (em três dimensões, também a sua profundidade) precisa contrair, de forma correspondente, na horizontal.

### Antecipação
A antecipação é usada para preparar o público para uma ação, e para fazer a ação parecer mais realista. Uma dançarina pulando do chão tem de dobrar os joelhos primeiro; um jogador de golfe tem que fazer um swing, levando o taco na direção contrária antes de executar o movimento. A técnica também pode ser usada para ações menos físicas, como um personagem olhando para fora da tela para antecipar a chegada de alguém, ou a atenção focando em um objecto que um personagem está prestes a pegar.

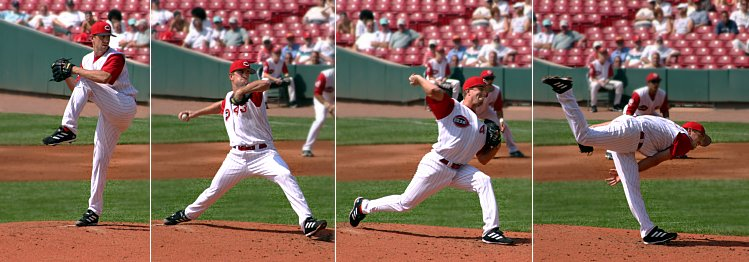
Antecipação: Um jogador de beisebol executando um pitch prepara-se para a ação, movendo seu braço para trás.

### Encenação (Staging)
Este princípio é semelhante à encenação em teatro, bem como é conhecido em teatro e cinema. Seu propósito é dirigir a atenção da audiência, e tornar claro o que é de maior importância na cena; Johnston e Thomas o definiram como "a apresentação de qualquer ideia de modo que ela fique completa e indubitavelmente clara", seja essa ideia uma ação, uma personalidade, uma expressão ou um clima. Isso pode ser feito de várias maneiras, tais como o posicionamento de uma personagem no quadro, o uso de luz e sombra, ou o ângulo e a posição da câmera. A essência desse princípio é manter o foco no que é relevante e evitar detalhes desnecessários.

### Siga direto e Pose a pose (Straight Ahead Action and Pose to Pose)
Existem duas abordagens diferentes no processo de animar. Na primeira, denominada Siga direto (Straight Ahead), as cenas são animadas quadro a quadro do início ao fim; enquanto que a Pose a pose (Pose to Pose) envolve desenhar uns poucos quadros chaves primeiro, para depois preencher os intervalos de transição.
A primeira técnica cria uma ilusão de movimento mais fluida e dinâmica e é melhor para produção de sequências de ação realística. Por outro lado, é difícil manter proporções e criar poses exatas e convincentes ao longo do caminho. "Pose a pose" funciona melhor para cenas dramática ou emotivas, onde a composição e a relação com os arredores são de grande importância. A combinação dessas duas técnicas é bem comum.

#### Em animação por computador
A animação por computador remove os problemas de proporção relacionados ao estilo "siga direto". Entretanto, o "pose a pose" ainda é usado na animação assistida por computador, por causa das vantagens que traz na composição. O uso de computadores facilita este método e pode preencher as sequências intermediárias ausentes automaticamente. Ainda é importante observar este princípio e aplicar os outros.

### Prosseguimento e Ação de sobreposição (Follow through and overlapping action)
"Prosseguimento e Ação de sobreposição" é uma designação geral para duas técnica bem relacionadas que ajudam a reproduzir movimento de forma mais realística, dando a impressão que os personagens seguem as leis da física, inclusive o princípio da inércia.
"Prosseguimento" significa que partes pouco presas a um corpo deveriam continuar a se movimentar depois que o personagem parou, ou seja, deveriam continuar seu movimento além do ponto onde o personagem parou para depois serem "puxadas de volta" em direção ao centro de massa ou sofrer vários graus de amortecimento de oscilação.
"Ação de sobreposição" é a tendência das partes do corpo se movimentarem a diferentes taxas (um braço se moverá em um tempo diferente da cabeça, por exemplo).
Uma terceira técnica relacionada é o "arrasto", em que o personagem começa a se mover e partes dele demoram alguns quadros para começar. Essa partes podem ser objetos inanimados como roupa ou antena de um carro, ou partes do corpo, com braços e cabelo. No corpo humano, o torso é o núcleo, com braços, pernas, cabeça e cabelos como apêndices que normalmente seguem o movimento do torso. Partes corporais com muito tecido, como estômagos largos e seios, ou pelancas em um cachorro, são mais propensos a movimentos independentes que as partes mais ósseas. O uso exagerado da técnica leva a um efeito cômico, enquanto que animações mais realísticas devem cronometrar as ações exatamente, para um resultado convincente.

A "retenção de movimento" (moving hold) mantém animação entre duas posições bem similares: mesmo personagens sentados parados, ou mal se movendo, podem demonstrar algum tipo de movimento, como respiração ou mudança bem leve de posicionamento. Isto evita que o desenho se torne "morto".

Prosseguimento e ação de sobreposição: a cauda e a crina do cavalo de corrida galopando acompanham o corpo. Fotos tiradas por Eadweard Muybridge.

### Começar e terminar devagar (Slow in and slow out)
A movimentação de objetos na vida real, como corpo humano, animais, veículos, etc., precisam de tempo para acelerar e desacelerar. Por esta razão, mais quadro são desenhados no começo e no final de uma ação, criando um efeito de (des)aceleração. Este conceito enfatiza as poses extremas do objeto. No caso contrário, menos desenhos são feitos na parte do meio da animação para enfatizar a ação rápida. Este princípio se aplica a personagens se movimentando entre duas poses extremas, como se sentar e se levantar, mas também para seres inanimados que se movem, como a bola quicando na ilustração acima.

### Arcos
A maioria das ações naturais tendem a seguir a trajetória de um arco, e a animação deveria adotar este princípio segundo os "arcos" implícitos para maior realismo. Esta técnica pode ser aplicada a um membro se movendo pela rotação de uma junta, ou um objeto arremessado ao longo de uma trajetória parabólica. A exceção é o movimento mecanizado, que tipicamente se move em linhas retas.
À medida que a velocidade ou a quantidade de movimento de um objeto aumenta, os arcos tendem a se achatarem e se prolongarem em troca. No beisebol, uma bola rápida tenderia a se mover em uma linha reta do que outros ataques; enquanto que um patinador artístico se movendo à velocidade máxima não seria capaz de virar tão fechado quanto um patinador mais lento, e precisaria de mais espaço para completar a volta.
Um objeto em movimento que se mova fora do seu arco natural sem motivo aparente parecerá inconsistente em vez de fluido. Por exemplo, quando animando um dedo indicador, o animador deveria garantir que, em todos os desenhos entre as duas poses extremas, a ponta do dedo acompanha um arco lógico de um extremo ao outro. Animadores tradicionais tendem a desenhar o arco em risco leve no papel como referência, para ser apagado depois.

### Ação secundária
Adicionar ações secundárias à ação principal dá mais vida à cena, e pode ajudar a apoiar a ação principal. Uma pessoa andando pode, ao mesmo tempo, balançar seus braços ou mantê-los nos bolsos, falar ou assoviar, ou expressar emoções através de expressões faciais. O importante nas ações secundárias é que elas devem enfatizar a ação principal, em vez de desviar sua atenção. Se este for o caso, é melhor deixá-las de fora. Por exemplo, durante um movimento dramático, expressões faciais normalmente são desapercebidas. Nestes casos, é melhor incluí-las no começo e no final do movimento, em vez de durante.

### Cronometragem (Timing)
Cronometragem se refere ao número de desenhos ou quadros para uma dada ação, que representa a velocidade da ação no filme. Em um nível puramente físico, a cronometragem correta faz com que o objeto pareça obedecer as leis da física. Por exemplo, o peso de um objeto determina como ele reage a um impulso, como um empurrão, já que um objeto leve reagiria mais rápido do que um pesado. A cronometragem é decisiva para estabelecer o humor, emoção e reação do personagem. Ela também pode ser um dispositivo para comunicar aspectos da personalidade de um personagem.

### Exagero
Exagero é um efeito particularmente útil para animação, já que movimentos animados que se esforçam para serem imitações perfeitas da realidade podem aparecem estáticos e maçantes. O nível de exagero depende se o que se procura é realismo ou um estilo particular, como uma caricatura ou o estilo de um artista específico. A definição clássica de exagero, empregada pela Disney, era permanecer fiel à realidade, só apresentando-a de uma forma mais evidente, extrema. Outras formas de exagero podem envolver o sobrenatural ou o surreal, alterações nas características físicas de um personagem, ou elementos da própria história. É importante empregar um certo grau de limite quando usar exagero. Se a cena contiver muitos elementos, deveria haver um equilíbrio em como esses elementos são exagerados na relação de um com o outro, para evitar confundir ou intimidar o espectador.

### Desenhar sólidos
O princípio de desenhar sólidos significa levar em conta as formas em um espaço tridimensional, ou lhes dar volume e peso. O animador precisar ser um artista talentoso e tem que entender o básico de formas tridimensionais, anatomia, peso, equilíbrio, luz e sombra, etc. Para o animador clássico, isto envolvia assistir a aulas de artes e fazer esboços da vida real. Uma coisa em particular que Johnston e Thomas advertiram sobre a criação de "gêmeos": personagens cujos lados esquerdo e direito são espelhados e parecem sem vida.

#### Em animação por computador
Animadores por computador nos dias atuais desenham menos por causa das facilidades que os computadores fornecem, ainda que se beneficiem muito da compreensão básica dos princípios de animação e suas adições à animação por computador.

### Apelo
Apelo em um personagem animado corresponde ao que seria chamado de carisma em um ator. Um personagem com apelo não necessariamente é simpático: vilões e monstros também podem ter. O importante é que o espectador sinta que o personagem é real e interessante.
Há muitos truques para fazer um personagem se conectar melhor com a audiência. Para personagens amáveis, um rosto simétrico ou como de bebê tende a ser efetivo. Um rosto complicado ou difícil de ler carece de apelo ou "cativação" na composição da pose ou no desenho do personagem.